# 通関
通関（つうかん）とは、貿易において貨物を輸入および輸出しようとする者が、税関官署に対して、貨物の品名、種類、数量、価格などに関する事項を申告し、必要な検査を受けた後に、輸入の場合は関税など必要な税金を納付させ、税関から輸出入の許可を受ける手続き。この許可を得ないと、輸出入が完了したとはならず、輸出の場合は内国貨物から外国貨物にならず船積ができない。また、輸入の場合は外国貨物から内国貨物にならず、保税地域から国内に引き取ることはできない。
この通関に関する手続を行わず（手続きを怠ったり、虚偽の輸出入申告を行ったりして）輸出入を行った場合、それは密輸にあたる。
輸出入の申告は、輸出入をしようとする者（個人でも、企業や団体でも）が行える。しかし、輸出入申告手続きは非常に煩雑で、法律等の専門的知識が必要なことから、通常は財務大臣の許可を受けた通関業者と呼ばれる税関への輸出入申告を代行する業者に手数料を支払い、通関業務を委託する場合が多い。業として通関業務を行うことが許されるのは通関業者のみである。通関業者は、その業務を行う営業所毎に、通関士を置き、税関への輸出入申告に際し、通関書類の審査をし書類に記名をさせなければならない。2021年9月の通関業法改正で、押印は不要になった。

## 意義
通関制度は、貨物が国境を出入りする際、関税徴収を確実にし、また出入りを監視するために創設された制度である。
- 輸入の際の関税を確実に徴収する
- 輸出・輸入をしてはならない品物が国外に持ち出されたり、国内に持ち込まれたりするのを防ぐ
- 輸出・輸入の実態を正確に把握し、統計や経済政策に役立てる

また、これらを確実・円滑・効率的に行うため、日本の場合港湾や空港には、輸出前の貨物や外国から到着した貨物を手続が終了するまで一時保管する場所として、保税地域が設けられている。（なお、通関しないまま貨物を国内の工場などに持ち込みそこで通関する便宜のため、保税運送や国内加工のための保税工場などの特別な保税地域の制度も設けられている。）

## 輸出申告
貨物を輸出するときは、輸出者はその貨物を入れようとする保税地域を管轄する税関官署に対して輸出申告を行い、貨物に対し、必要な審査・検査を経て、許可を受けなければならない。2011年の改正までは、申告前に保税地域に貨物を搬入する必要があったが、「貿易円滑化のための税関手続の改善」により、申告時点では保税地域に搬入されていなくてもよくなった。ただし輸出の許可を得ると外国貨物になり、保税地域以外には置けないため許可になるまでに搬入する必要はある。
輸出申告の手続は、輸出しようとする貨物の品名、数量、価格などを記載した所定の様式の「輸出申告書」が必要である。
また、輸出の許可の判断のために必要があるときは、契約書、仕入書、運賃明細書、包装明細書、包装明細書、価格表、製造者若しくは売渡人の作成した仕出人との間の取引についての書類またはそれに代わる書類の提出を求められることがあり、貨物の種類によっては、法令の規定により必要な書類（輸出許可・承認書、関税の軽減・免除・払い戻しに関連する書類、内国消費税の免税を受ける貨物については輸出を証明する申請書、その他）があればそれらも添付して税関官署に提出することによっておこなわれる。
2012年の改正によりそれまで仕入書は「提出しなければならない」となっていたものを、税関長が必要と認めた場合に「提出させることができる」ことになった。

## 輸入申告
外国から到着した貨物を国内に引取る（輸入する）ときは、輸入者はその貨物を保税地域に搬入した後に、その保税地域を管轄する税関官署に対して輸入申告を行い、貨物に対し、必要な審査・検査を経て、関税、内国消費税等を納付して、許可を受けなければならない。　
輸出申告の手続は、輸入しようとする貨物の品名、数量、価格、申告すべき関税等の額などを記載した所定の様式の「輸入（納税）申告書」が必要である。
輸入申告においては、関税法第67条に基づく輸入申告に合わせて関税法第7条に基づく関税の納付に関する申告を行う。また更に輸入品に対する内国消費税の徴収等に関する法律第6条に基づく消費税等の輸入時点で課される内国消費税の申告も合わせて行う。
また、輸入の許可の判断のために必要があるときは、契約書、仕入書、運賃明細書、包装明細書、包装明細書、価格表、製造者若しくは売渡人の作成した仕出人との間の取引についての書類またはそれに代わる書類の提出を求められることがあり、貨物の種類によっては、法令の規定により必要な書類（輸入許可・承認書、特恵関税の適用を受けようとする場合は「特恵原産地証明書」、EPA関税の適用を受けようとする場合は「協定原産地証明書」又は「原産地申告書」、減免税の適用を受けようとする場合は「減免税明細書」、その他）があればそれらも添付して税関官署に提出することによっておこなわれる。
2012年の改正によりそれまで仕入書は「提出しなければならない」となっていたものを｢税関長が必要と認めた場合に提出させることができる｣とされた。

## 特別な制度
輸出・輸入申告では、上記の原則的な方法のほか、輸出入の迅速化・簡便化などの便宜を図るために次のような諸制度がある。

### 通関手続に関する制度
輸出入の迅速化・簡便化などの便宜を図るためにある制度である。
- 包括事前審査制度(廃止)

輸出者が同一種類の貨物を継続して輸出する計画がある場合、事前に包括的な審査を行うことによって、その後の個々の輸出の際の審査を簡略化できる。サプライチェーン・マネジメントなど、計画的な物流により、コスト削減が実現できる（輸出通関の迅速化を図るため）。特定輸出申告制度の導入により該当者が特定輸出申告制度へ移行するため廃止された。
- 特例輸入申告制度

貨物のセキュリティ管理と法令遵守（コンプライアンス）の体制が整備されたとして税関長の承認を受けた輸入者については、輸入申告と納税申告を分離し、さきに貨物の引取申告を行い、その後納税申告することができる制度。税関による審査・検査が軽減されるほか、輸入申告官署の自由化を利用した輸入申告が可能。制度の創設時点では「継続的に輸入していると指定を受けた貨物」に限定されていたが、2007年度改正でこの制限は廃止された。
- 予備審査制

輸入貨物が日本に到着する前に「予備申告書」を税関に提出して、事前に税関の書類審査を受けることができる制度。輸入貨物が保税地域に搬入された後、本申告（輸入申告）の意思表示を行えば直ちに許可される。生鮮食料品やジャスト・イン・タイムで納期の厳しい商品、特定の季節やイベント（クリスマスなど）のための商品など、国内搬入を急ぐ商品によく使われる。（輸入貨物引取りの迅速化を図るため。）
輸出貨物についても同様な制度があったが、2011年度の関税法改正で、輸出貨物を保税地域に搬入することなく輸出申告が可能となったため、廃止された。
- 貨物到着即時輸入許可制度

輸入の際に予備申告が行われた貨物のうち、国内引取を急ぐ貨物の場合、税関の書類審査の結果「検査不要」とされた貨物については、貨物の到着が確認され次第、本申告（輸入申告）を行えば保税地域に搬入することなく直ちに輸入許可となる制度。（輸入貨物引取りの迅速化を図るため。）
- 特定輸出者制度

貨物のセキュリティ管理と法令遵守の体制が整備された輸出者については、税関による審査・検査が軽減され、輸出貨物の迅速かつ円滑な船積み（積込み）が可能となるほか、貨物を保税地域に搬入することなく、輸出申告を行い、自社の倉庫等で輸出の許可を受けることや輸出申告官署の自由化を利用した輸出申告が可能となる。

### 関税に関する制度
輸出入の際の関税に関して、申告の便宜のため情報を提供し、また納付の際の負担を減らす制度である。
- 事前教示制度

輸入を予定している貨物の関税分類、関税率、関税評価、原産地、減免税の適用について不明な点がある場合、税関に対し文書等による照会を行ない、回答を受けることができる制度。（事前に関税額が分かり販売計画などに役立つほか、輸入申告のミスを減らし円滑化を図るため。）
- 関税等の納期限延長制度

輸入貨物を国内に引取るためには関税を納付しないと輸入許可が出ないが、担保を提供することを条件として3か月以内の納期限延長が認められる制度。（関税の納付の際の負担を減らすため。）
- 特恵関税制度

開発途上国を原産地とする特定の種類の輸入品については、一般の関税率よりも低い税率を適用し、それらの国・地域の輸出所得の増大、工業化の促進、経済発展を推進する制度。（特定国の産品の関税を減らし、販売競争力が増し、よってその国の振興も図る。）
- 減免税制度（関税定率法）
貨物が一定の条件に適合した場合には、関税の一部又は全部が免除される制度。
  - 保税地域内蔵置中に変質・損傷等の場合の減税
  - 再輸入免税
  - 再輸入減税
  - 再輸出免税
  - 再輸出減税
  - 生活関連物資の価格騰貴の際の減免税
  - 飼料の原材料等、製造用原料品の減免税
  - 輸入時と同一状態で再輸出される場合の戻し税
  - 違約品等の再輸出又は廃棄の場合の戻し税
  - 加工又は組立てのため輸出された貨物を原材料とした製品の減税
  - 加工又は修繕のため輸出された貨物の減税
  - 皇族、海外元首のための物品などの無条件免税
  - 我が国船舶が外国で採捕した水産物等の減免税
  - 学術振興等の見地から学術研究など特定用途に供される特定貨物の免税（特定用途免税）
  - 外交官用貨物等の免税
  - 輸出貨物製造用原料品の減免税・戻し税
  - 課税原料品等による製品を輸出した場合の免税又は戻し税
- 減免税制度（関税暫定措置法）
  - 航空機部分品等の免税
  - 加工再輸入減税制度

日本から輸出された特定の原材料（皮革、繊維、など）が、外国で加工された後、その原材料の輸出許可日から一年以内に特定の製品（革製品や繊維製品など）として輸入される場合、その製品にかかる関税のうち原材料価格に相当する分の関税を減税する制度。

## 日本の通関の課題

### 厳格化と簡素化
通関は国内外を行き来する貨物の監視のために重要であり、特に2001年9月11日のアメリカ同時多発テロ事件以来、武器や大量破壊兵器として使用されたり原材料にされたりされるおそれのある製品の輸出阻止、危険物や大量破壊兵器の輸入阻止など、セキュリティー対策が非常に重要になっている。日本においては、銃器、麻薬、絶滅のおそれのある野生動植物の種の国際取引に関する条約（ワシントン条約）などの輸入規制・禁止品、海上コンテナを使った密入国などの対策は進めているものの、監視の目をかいくぐり密輸が行われていることも事実であり、セキュリティの不安も残る。
2010年4月10日、この簡素化が原因で無審査で軍用拳銃約350丁がラベル間違いが原因で誤って日本国内に持ち込まれていたことが判明した。
一方、企業の生産活動における加工用部品や販売用製品の輸出入など、国際物流の重要性は増しており、特に国内輸送・国際輸送のコスト削減、在庫の軽減、リードタイムの軽減など、物流にかかる時間や手間を可能な限り削ることによる物流コストの削減が急務である。日本の通関は、AEO制度の導入、ペーパーレス化、保税地域搬出入や申告制度の簡素化、24時間365日手続の受け付け、通関手続にかかる時間を削減する改革が進められている。

### 日本の通関制度改革の動き
通関においての日本での制度の改革が推進されている。一例としてNACCS（税関官署、運輸業者、通関業者、倉庫業者、金融機関の相互を繋ぐ電子的情報通信システム）が、税関以外の官庁の手続き（例えば植物防疫、検疫）も行えるように改善されており、ベトナム、ミャンマーでは、日本の協力のもとNACCSもモデルとしたシステムの導入が行われている。
また、2005年（平成17年）度より「コンプライアンスと通関手続の迅速化」を旗印に大幅な法令改正がなされた。
- 輸入について：輸入禁制品を追加し、テロ対策と知的財産権対策が強化された。テロ行為に利用されるおそれの高い爆発物・火薬類、および化学兵器の製造の用に供されるおそれの高い物品が輸入禁制品に追加された。また、知的財産権侵害物品が輸入される以前で対策を打つため、不正競争防止法の規定で輸入が禁止されている物も輸入禁制品に追加した。
- 輸出について：テロに関わる物品を危険地帯に輸出する恐れのない、コンプライアンスのすぐれた輸出者に対して、コンテナなど封印後は内容物を変更できないような形態の貨物は、保税地域に入れる前に工場や倉庫で輸出申告を受け付け輸出の許可を出し、保税地域を通る必要がなくなった（テロ対策にもなり、通関手続を迅速化し、保税地域のスペース削減にもつながる）。

一方日本以外では、香港やシンガポールは早くから手続の電子化を進め、アメリカでは輸出は許可制ではなく届出制で格段に簡素になっており、保税制度についてもアメリカでは保税地域への輸出貨物の搬入義務はない。